# Torpedo bauchotae
Torpedo bauchotae är en rockeart som beskrevs av Cadenat, Capapé och Desoutter 1978. Torpedo bauchotae ingår i släktet Torpedo och familjen darrockor. IUCN kategoriserar arten globalt som otillräckligt studerad. Inga underarter finns listade i Catalogue of Life.